# خرابه‌های آتن
خرابه‌های آتن (Die Ruinen von Athen)، اپوس ۱۱۳، مجموعه‌ای از قطعات موسیقی هست که در سال ۱۸۱۱، توسط لودویگ فان بتهوون نوشته شد.این مجموعه، موسیقی‌ صحنه نمایش‌نامه «خرابه‌های آتن» نوشته آوگوست فون کوتسبو هست که به تئاتر تازه تأسیس «Deutsche Theater est» در پشت اهدا شد.
شناخته‌شده‌ترین قطعه این مجموعه، مارش ترکی هست. پیش از این، بتهوون در سال ۱۸۰۹، این قطعه را در مجموعه شش واریاسیون، اپوس ۷۶، به کار برده بود.